# Googoosh – Made of Fire
Googoosh – Made of Fire ist ein deutscher Dokumentarfilm aus dem Jahr 2024 unter der Regie von Niloufar Taghizadeh. Der Film porträtiert das Leben der iranischen Sängerin und Schauspielerin Googoosh (bürgerlich Faegheh Atashin), die als Ikone der iranischen Popkultur gilt und zum Symbol für Widerstand und Hoffnung wurde.

## Inhalt
Der Film zeichnet Googooshs Karriere nach, die bereits im Kindesalter begann. In den 1970er-Jahren erlangte sie internationale Bekanntheit mit Auftritten in Ländern wie den USA, Italien und Frankreich. Nach der Islamischen Revolution 1979 wurde ihr das öffentliche Auftreten verboten, sie stand unter Hausarrest und durfte das Land nicht verlassen. Erst 2000 gelang ihr die Ausreise und ein Comeback im Exil. Der Film beleuchtet auch ihre Rolle als Stimme des Widerstands, insbesondere im Zusammenhang mit den Protesten nach dem Tod von Mahsa Amini im Jahr 2022.

## Veröffentlichung
Googoosh – Made of Fire wurde von Windcatcher Productions in Zusammenarbeit mit ZDF/ARTE produziert. Die Dreharbeiten fanden in verschiedenen in Deutschland und den USA statt. Der Film enthält umfangreiches Archivmaterial sowie aktuelle Interviews mit Googoosh.
Die Weltpremiere fand im Juni 2024 beim Sheffield International Documentary Festival statt. Der deutsche Kinostart war am 10. Oktober 2024. Im Laufe des Jahres wurde der Film auf unzähligen Festivals präsentiert, u. a. auf dem TIFF, Hamburger Filmfestival, DOC NYC oder CPH:DOX. Der Film wurde sowohl in der Originalfassung (Farsi/Englisch) mit deutschen Untertiteln als auch in einer deutschen Synchronfassung mit der Stimme von Iris Berben veröffentlicht.
Der Film erhielt positive Kritiken für seine emotionale Tiefe und die Darstellung von Googooshs Leben als Spiegel der iranischen Gesellschaft. Die Süddeutsche Zeitung beispielsweise bezeichnete ihn als „ein beeindruckender, mitreißender Film“, der über eine Biografie hinaus Geschichte erzählt.